# جاك بينينغتون
جاك بينينغتون (بالإنجليزية: Jack Pennington)‏ هو مهندس أمريكي، ولد في 3 سبتمبر 1953 في أوغستا في الولايات المتحدة.